# Le Fayet
Pour les articles homonymes, voir Fayet.
Le Fayet est un hameau de la commune française de Saint-Gervais-les-Bains, située dans le département de la Haute-Savoie.
Le site connaît un développement important à partir de la fin du XIXe siècle, notamment avec l'exploitation thermale et l'implantation d'une gare.
Les habitants du Fayet sont appelés les Fayerands.

## Géographie
Le hameau s'est développé dans la partie basse de la commune de Saint-Gervais-les-Bains, dans le fond de la vallée de l'Arve, au débouché des gorges du Bon Nant, à 580 mètres d'altitude. Situées sur les deux rives du torrent, les constructions de la rive droite jouxtent le hameau de l'Abbaye situé sur la commune de Passy. À cet endroit, un pont emprunté par la route départementale 1205 et à proximité du début de la route départementale 902 permet de franchir le Bon Nant. La petite route montant au-dessus du Fayet a vu se développer les constructions qui ont formé les écarts du Fayet-du-Milieu et du Fayet-d'en-Haut.
Au Fayet un bureau de poste, une banque, un office du tourisme, une mairie annexe, les thermes, un casino, un complexe sportif ainsi que la gare SNCF. C'est du Fayet, que partent le tramway du Mont-Blanc qui monte jusqu'au Nid d'Aigle, point de départ d'une des voies pour l'ascension du mont Blanc, ainsi que le Mont-Blanc Express en direction de Martigny via Chamonix-Mont-Blanc. Vers l'ouest, en direction de Domancy, s'est développée une zone commerciale de grande distribution ; les petits commerces ont disparu les uns après les autres.
Les statistiques et renseignements habituels concernant les communes (surface, évolution démographique etc.) ne sont pas disponibles dans la mesure où ils ne sont pas différenciés entre le Fayet proprement dit et l'ensemble de la commune de Saint-Gervais. Le code postal du Fayet est 74170 depuis 2012 (autrefois 74190), à la suite du redécoupage postal, qui devient ainsi le même code postal que Saint-Gervais, la commune de rattachement.

## Toponymie
L'étymologie du toponyme s'expliquerait par le bas latin fagetum qui désigne une forêt ou un bois de hêtres (fagus).

## Histoire
À l'origine, le Fayet est un hameau situé à 200 mètres en contrebas du village de Saint-Gervais, avec quelques habitations (essentiellement des fermes et une ou deux scieries) dispersées à flanc de montagne dans la zone intermédiaire, aux lieux-dits Fayet-du-milieu et Fayet-d'en-haut.
Deux facteurs ont contribué au développement du Fayet dès le XIXe siècle : ce sont le thermalisme et le chemin de fer.

### Thermalisme
C'est en effet sur le territoire du Fayet que sont implantés les thermes qui autorisent la rallonge « les Bains » au nom de la commune de Saint-Gervais.
Les eaux fortement minéralisées et riches en oligo-éléments, ferrugineuses, sulfurées, sodiques et naturellement radioactives, sortent chaudes à 32 °C en toute saison ; elles sont réputées pour les soins ORL (nez-gorge-oreilles : traitement des sinusites, angines, otites à répétition) et également, en raison de leurs vertus cicatrisantes et régénératrices, en dermatologie, notamment pour les grands brûlés et pour le traitement d'affections telles que l'eczéma, le psoriasis, l'acné rosacée.
La source a été découverte en 1806. Les thermes se sont rapidement développés et le Fayet a ainsi participé à la grande vogue des bains au XIXe siècle. On comptait 600 visiteurs en 1824. De grands hôtels luxueux se sont construits pour accueillir la clientèle fortunée que constituaient les curistes à l'époque.
La catastrophe de 1892 stoppe brutalement cette prospérité.
Dans la nuit du 12 juillet 1892, une poche d'eau accumulée sous le glacier de Tête Rousse se rompt d'un seul coup, des milliers de mètres cubes d'eau s'engouffrent dans la combe de Bionnassay, détruisent en partie le village de Bionnay, avant de s'enfoncer dans la gorge du Bon Nant (ou Bonnant). L'établissement thermal qui se trouve au débouché de la gorge est emporté par la force du torrent qui charrie avec lui de la boue et des rochers. Le bâtiment est complètement détruit et l'on compte près de 200 victimes dans la vallée.
Les thermes ont été reconstruits en 1892, mais c'est en 1991 que naissent les nouveaux thermes d'aujourd'hui, modernes et spécialisés dans les soins des grands brûlés, du psoriasis, de l'eczéma, et des rhumatismes. Près de 4000 curistes y transitent chaque année, en logeant dans les nombreux hôtels et appartements meublés de la région.

### Chemins de fer

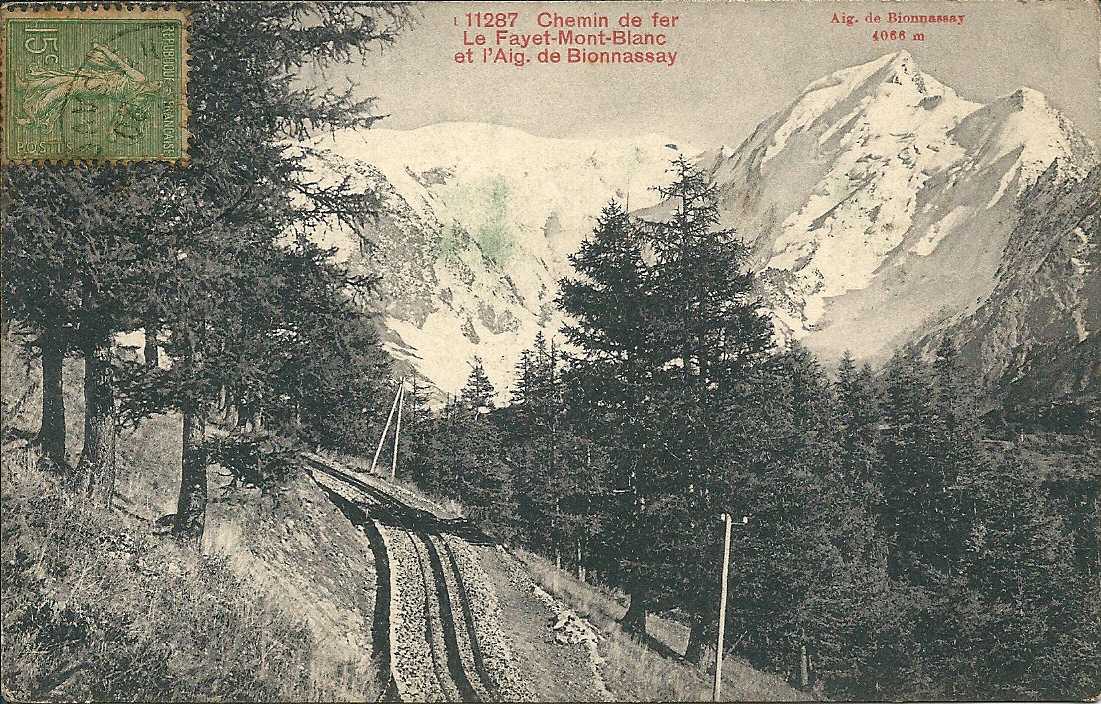
Chemin de fer Le Fayet - Mont-Blanc, avant 1920.

Après la mise en place des grands axes ferroviaires à travers la France, la fin du XIXe siècle a vu se développer un vaste programme de ramifications des lignes secondaires (plan Freycinet) jusque dans les campagnes les plus reculées : dans ce cadre, le Fayet est devenu en 1898 le terminus de la ligne venant de la Roche-sur-Foron et Annecy, gérée par la Compagnie du chemin de fer Paris-Lyon-Méditerranée (PLM).
C'est indéniablement à sa situation géographique dans le fond d'un cul-de-sac que le Fayet doit sa prospérité économique précoce. Il est, avec la ville de Chedde juste à côté, le dernier territoire facilement accessible avant les reliefs montagneux.

### Vers une indépendance communale?
Le développement du Fayet amène, dès le début du XXe siècle, certains habitant « le sentiment d'une dépendance trop accusée par rapport au chef-lieu ». L'idée d'une séparation sur le plan communal est avancée de part et d'autre,. En effet, une étude géographique parue en 1993 souligne que les 200 m de dénivelé séparant Le Fayet du chef-lieu de Saint-Gervais seraient vécus comme une frontière. L'étude souligne également la complémentarité des territoires.
En 1929, Le Fayet obtient d'être érigé en une paroisse indépendante, en raison de l'éloignement de l'église située à 4 km en amont.

## Activité économique

### Transports

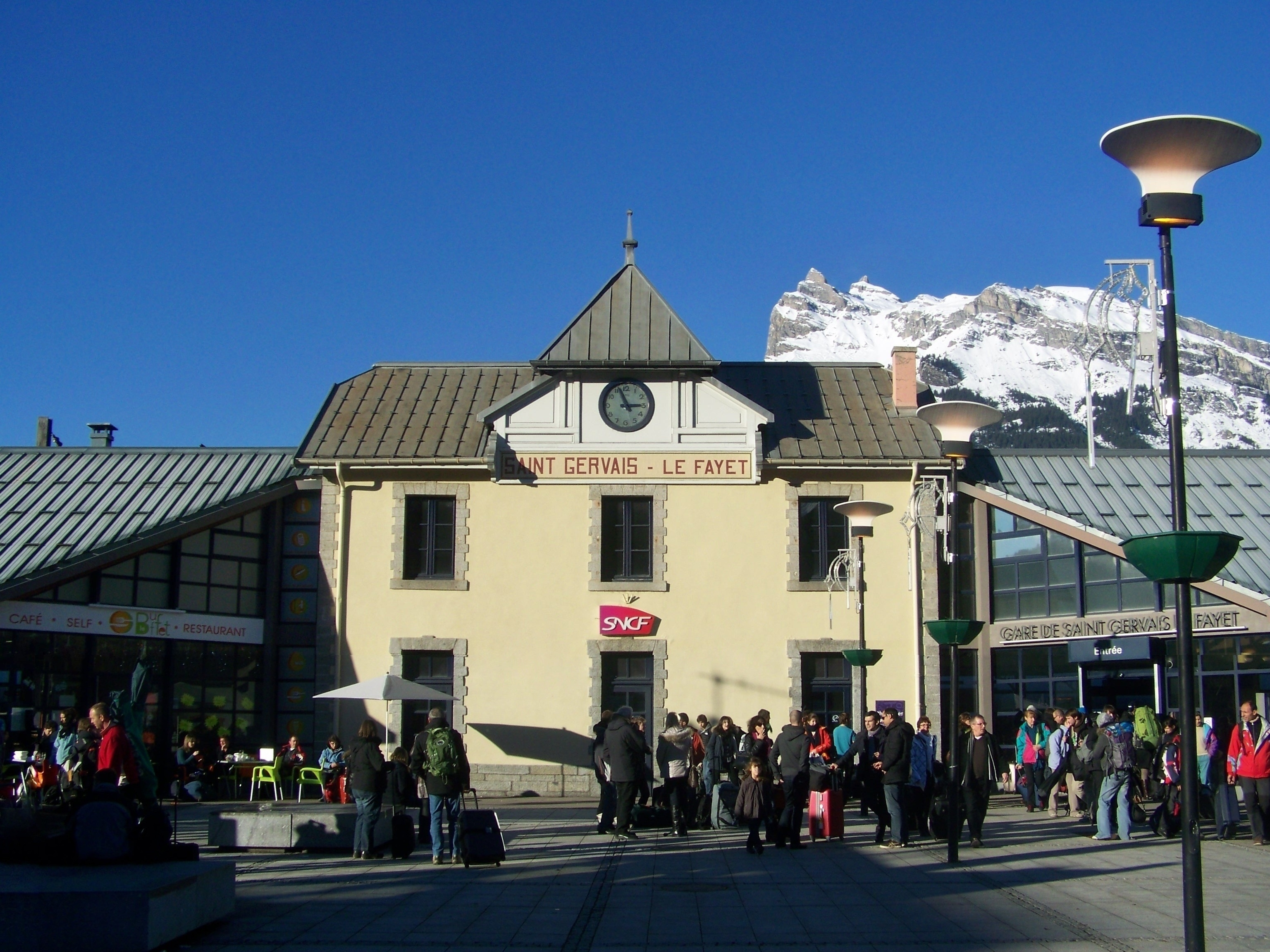
Gare du Fayet un samedi d'hiver.

Aujourd'hui encore, le Fayet est en quelque sorte la porte d'entrée dans le pays du Mont-Blanc. À ce titre, il constitue toujours un nœud ferroviaire important, terminus de trois lignes différentes : la ligne à voie normale venant d'Annecy et Annemasse, la ligne à voie métrique vers Chamonix et la Suisse, et le tramway du Mont-Blanc.
À Passy, non loin du Fayet, arrive également la fin de l'autoroute A40, dite « autoroute Blanche », qui conduit jusqu'à Chamonix et au tunnel du Mont-Blanc. En effet, après Passy, l'autoroute se poursuit par une voie express qui, au-dessus de Chedde, emprunte un imposant viaduc dans le sens montant : le viaduc des Égratz, tandis que l'ancienne route, désormais en sens unique descendant, suit une corniche à flanc de montagne. Dans les deux sens, cette voie est empruntée par un flux continu de poids lourds TIR : transport international routier) qui font la liaison avec l'Italie.

### Industrie
- En rapport avec le secteur des transports, le Fayet connaît une activité importante dans le domaine du bâtiment et des travaux publics.

- Sur le Bon Nant (« nant » veut dire « torrent » en savoyard) se trouve une petite usine hydroélectrique ancienne, alimentée par des conduites forcées, et qui fonctionne désormais avec une turbine moderne.

- Comme dans toute la vallée, au Fayet s'est développée une activité diffuse de décolletage, essentiellement dans des petites entreprises comptant moins de dix ouvriers.

### Tourisme
Par le renouvellement de ses applications, le thermalisme connaît aujourd'hui un regain d'intérêt et la fréquentation augmente régulièrement.
Aux prescriptions thérapeutiques traditionnelles s'ajoute désormais l'activité d'un institut de beauté avec des cures de remise en forme et le développement d'une gamme de produits cosmétiques. L'ancien établissement thermal a été entièrement démoli ; un nouveau a été reconstruit avec des équipements modernes ; il est ouvert toute l'année. On comptait 1853 curistes en 1973, près de 5000 actuellement.
Suivant en la matière la tradition des villes d'eau, quoique très tardivement, un casino a été construit sur le territoire du Fayet. Il est situé à la sortie de l'agglomération, assez loin des thermes en fait. Il a ouvert ses portes en 2002. Outre les salles de jeu habituelles dans ce type d'établissement, il comporte une salle de conférence ayant une capacité d'accueil de 200 personnes pour des séminaires, des colloques ou des réunions commerciales, etc.

## Lieux et monuments

### Le parc thermal
Il est précisé, pour la tranquillité du promeneur, des curistes et des touristes, qu'une catastrophe comme celle de 1892 ne devrait pas se reproduire aujourd'hui car les glaciers sont régulièrement surveillés, et purgés si nécessaire. Cependant la menace existe toujours.
Le parc thermal, qui s'étend sur dix hectares le long du Bon Nant, reste à peu près le seul endroit agréable du Fayet : il regroupe toutes sortes d'activités aussi bien pour les enfants que pour les adultes. On y trouve un rocher d'escalade (mur naturel), un parcours aventure, des terrains de tennis, un gymnase, un stade, une piscine, des jeux pour les enfants, des terrains de pétanque, etc.
C'est au rocher d'escalade du Fayet qu'a lieu tous les étés la fête de la compagnie des guides de Saint-Gervais.
À l'entrée du parc, mise en évidence sur un monticule, est exposée une ancienne locomotive à vapeur du tramway du Mont-Blanc. Depuis 2010, cette locomotive a été déplacée au cœur du Fayet, près de la gare de départ du TMB, et face à la gare SNCF, d'où les nombreux voyageurs arrivant en gare de terminus peuvent la voir dès leur sortie de la gare.
Au fond du parc se situe le départ d'un chemin de randonnée qui longe le Bon Nant puis monte dans les gorges. Équipé de passerelles, d'escaliers et de rampes métalliques, il permet de passer par-dessus la cascade de Crépin et de monter jusqu'à Saint-Gervais en trois quarts d'heure.
On peut également, à l'entrée du parc, prendre le chemin du Berchat le long de la voie ferrée du tramway du Mont-Blanc et ainsi rejoindre Saint-Gervais de façon directe en moins d'une demi-heure.

### L'église
L'église Notre-Dame des Alpes a été construite en 1938 dans un style résolument moderne, mais qui se rattache cependant à la tradition : extérieurement, son aspect massif avec un soubassement en granit évoque les fermes savoyardes, tandis qu'à l'intérieur, la voûte avec des arcs brisés rappelle l'art gothique. Elle est due à l'architecte Maurice Novarina qui a également dessiné l'église Notre-Dame-de-Toute-Grâce du plateau d'Assy. Les vitraux sont d'Alexandre Cingria. La décoration du chœur est de Paul Monnier.